# Harald Ertl
 Harald Ertl  va ser un pilot de curses automobilístiques austríac que va arribar a disputar curses de Fórmula 1.
Va néixer el 31 d'agost del 1948 a Zell am See, Àustria i va morir en un accident aeri el 7 d'abril del 1982 a Sylt, Alemanya.

## A la F1
Harald Ertl va debutar a l'onzena cursa de la temporada 1975 (la 26a temporada de la història) del campionat del món de la Fórmula 1, disputant el 3 d'agost del 1975 el G.P. d'Alemanya al circuit de Nürburgring.
Va participar en un total de vint-i-vuit curses puntuables pel campionat de la F1, disputades en cinc temporades no consecutives (1975 - 1978 i 1980), aconseguint una setena posició com millor classificació en una cursa i no assolí cap punt pel campionat del món de pilots.

## Resultats a la Fórmula 1
| Any  | Equip              | Xassís  | Motor    | 1   | 2      | 3         | 4       | 5       | 6       | 7       | 8       | 9       | 10      | 11     | 12      | 13      | 14      | 15     | 16    | 17  | Posició | Punts |
| ---- | ------------------ | ------- | -------- | --- | ------ | --------- | ------- | ------- | ------- | ------- | ------- | ------- | ------- | ------ | ------- | ------- | ------- | ------ | ----- | --- | ------- | ----- |
| 1975 | Warsteiner Brewery | Hesketh | Cosworth | ARG | BRA    | SUD       | ESP     | BEL     | MON     | SUE     | HOL     | FRA     | GBR     | ALE 8  | AUT Ret | ITA 9   | USA     |        |       |     | -       | 0     |
| 1976 | Hesketh Racing     | Hesketh | Cosworth | BRA | SUD 15 | O.USA NVQ | ESP NVQ | BEL Ret | MON NVQ | SUE Ret | FRA Ret | GBR 7   | ALE Ret | AUT 8  | HOL Ret | ITA 16  | CAN NVS | USA 13 | JAP 8 |     | -       | 0     |
| 1977 | Hesketh Racing     | Hesketh | Cosworth | ARG | BRA    | SUD       | O.USA   | ESP Ret | MON NVQ | BEL 9   | SUE 16  | FRA NVQ | GBR     | ALE    | AUT     | HOL     | ITA     | USA    | CAN   | JAP | -       | 0     |
| 1978 | Sachs Racing       | Ensign  | Cosworth | ARG | BRA    | SUD       | O.USA   | MON     | BEL     | ESP     | SUE     | FRA     | GBR     | ALE 11 | AUT Ret | HOL NVQ |         |        |       |     | -       | 0     |
| 1978 | ATS Engineering    | ATS     | Cosworth |     |        |           |         |         |         |         |         |         |         |        |         |         | ITA NVQ | USA    | CAN   |     | -       | 0     |
| 1980 | ATS Engineering    | ATS     | Cosworth | ARG | BRA    | SUD       | O.USA   | BEL     | MON     | FRA     | GBR     | ALE NVQ | AUT     | HOL    | ITA     | CAN     | USA     |        |       |     | -       | 0     |

### Resum
| Curses:  | Victòries: | Pòdiums: | Poles: | Voltes ràpides: | Punts: |
| -------- | ---------- | -------- | ------ | --------------- | ------ |
| 28 (19s) | 0          | 0        | 0      | 0               | 0      |